# Massacre de Chernigov
O massacre de Chernigov foi um ataque a civis relizado em 16 de março de 2022 na cidade de Chernigov na Ucrânia durante a invasão russa do país. Segundo a Embaixada dos Estados Unidos em Kiev, o ataque russo matou pelo menos dez civis, que esperavam em uma fila por pão. Mais tarde, foi relatado que o número de mortos subiu para 13 pessoas e por final foi confirmado 14 pessoas mortas.

## Antecedentes
A cidade ucraniana de Chernigov é alvo de ataques das forças russas desde 24 de fevereiro de 2022, dia em que começou a invasão russa da Ucrânia em 2022. As batalhas em Chernigov causaram pesadas perdas civis. Em 3 de março, a cidade sofreu um bombardeio que terminou com a morte de 47 pessoas. Chernigov foi a cidade onde o primeiro general russo morreu durante a invasão da Ucrânia em 2022. Essa pessoa era o major-general Andrey Sukhovetsky, então vice-comandante do 41º Exército de Armas Combinadas, que morreu no dia seguinte ao bombardeio de civis. Desde 10 de março, a cidade está sitiada.
À medida que os combates continuavam, mais civis morreram em Chernigov. Em 16 de março, o governador de Chernihiv Oblast relatou que os ataques russos a Chernigov naquele dia mataram um total de 53 pessoas.

## Ataque
O evento foi relatado por Chaus, bem como pela Embaixada dos Estados Unidos em Kiev . Na televisão ucraniana, Chaus disse que o ataque, que ele 
descreveu como um bombardeio, "não foi o primeiro bombardeio desse tipo, nem é o primeiro bombardeio de civis pelo inimigo". Enquanto Chaus disse que o ataque foi um ataque aéreo, a Embaixada dos EUA disse que as pessoas foram "baleadas e mortas". Inicialmente, foi relatado que 10 pessoas morreram no incidente. No entanto, o número de mortos mais tarde subiu para 13 pessoas e mais tarde novamente para 14 pessoas, conforme relatado pelo Ukrinform .  O incidente aconteceu por volta das 10:00 (UTC+3) . As vítimas do incidente foram mortas após um tiro de artilharia pesada. Esses civis estavam desarmados e alguns deles sobreviveram ao bombardeio; eles foram levados para instalações médicas pela polícia de Chernigov.
Um cidadão dos Estados Unidos (EUA) de 67 anos de Minnesota foi morto no ataque. A família do homem disse nas redes sociais que ele e outros nove foram "abatidos por atiradores militares russos" antes de seu "corpo ser encontrado na rua pela polícia local". A Polícia de Patrulha de Chernihiv e o Departamento de Estado dos EUA confirmaram a morte de um cidadão americano.

## Reações
Cerca de quatro horas após o incidente, o Gabinete do Procurador Regional de Chernihiv abriu um processo legal sobre o ataque. A filial de Chernihiv Oblast do Serviço de Segurança da Ucrânia também iniciou uma investigação.
O major-general russo Igor Konashenkov, porta-voz do Ministério da Defesa russo, disse que "imagens de vídeo de civis que morreram em Chernihiv, que foram supostamente baleados por militares russos, foram distribuídos em todos os recursos de propaganda do regime de Kiev. Foi indicado que todos os mortos supostamente estavam na fila pelo pão. Gostaria de enfatizar que não havia militares russos em Chernihiv".